# Барбара Брильська
Барбара Брильська (пол. Barbara Brylska; *5 червня 1941, Скотники) — польська акторка театру та кіно.

## Біографія
Барбара Брильська народилася 5 червня 1941 року, в селищі Скотники, недалеко від Лодзя, коли Польща перебувала під німецькою окупацією. Про її дитинство відомо небагато. За словами Брильської, років Другої світової війни вона майже не пам'ятає. Перші роки життя Барбара провела в родовому маєтку своєї матері у Скотниках. Пізніше нацисти відібрали маєток у її родини. Батько на той час переховувався від гестапо, а мати змушена була забрати доньку з собою в Лодзь, де вона працювала на фабриці.
У 15 років уперше зіграла епізодичну роль у фільмі «Калоші щастя». В 1967 році закінчила акторське відділення Державної вищої школи кіно, телебачення і театру (пол. PWSFTviT) у Лодзі. У 1967 році закінчила Варшавську вищу школу театру, кіно та телебачення.
Першу велику роль отримала у фільмі «Їхні будні» в 1963 році. В 1966 році зіграла роль жриці Ками у фільмі «Фараон» за романом Болеслава Пруса. Велику славу Брильській принесла роль Єви у скандальному польському фільмі «Анатомія кохання». Знімалася також у фільмах радянських, німецьких (НДР), чехословацьких і болгарських кінорежисерів. В СРСР стала популярною після ролі Наді у фільмі «Іронія долі». За цю роль була нагороджена Державною премією СРСР.
На початку XXI століття почала грати на театральній сцені: вперше це сталося у Москві у постановці режисера Романа Мархоліа «Квартет» на сцені Центру оперного співу Галини Вишневської.
2001 року вперше після довгої перерви повернулася на російські кіноекрани у фільмі Романа Качанова «Даун Хаус».

## Особисте життя
Першим чоловіком (1961—1968) акторки був математик Ян Боровець, якого не цікавила її творчість та взагалі мистецтво, тому Брильська розлучилася з ним. З другим чоловіком актором Єжи Зельником спільне життя теж не склалося. На зйомках фільму «Білі вовки» Брильська познайомилася з югославським актором Слободаном Дмитровичем, якого вона вважає найбільшою любов'ю, проте шлюб не відбувся. У третьому шлюбі з гінекологом Людвігом Космалем  прожила 18 років та народила двох дітей, одна розійшлася через його часті зради.
Старша донька — акторка та модель Барбара Космаль (26.02.1973 — 15.05.1993), трагічно загинула в автокатастрофі в Бжезінах. За кермом сидів син Анджея Жулавського, він вижив. Молодший син Людвіг (нар. 1982), двоє онуків: Шимон та Якуб.

## Підтримка України
Під час російської інтервенції в Україну у березні 2014 року Барбара Брильська разом з іншими відомими діячами польського театру та кіно: Евою Шикульською, Єжи Гоффманом, Анджєм Вайдою, Кшиштофом Зануссі, Войцехом Марчевським, Яцеком Блавутом, Яном Новіцьким виступила з підтримкою українського народу:
| Дорогі українські друзі, у цю важку хвилину хочемо підтримати вас морально і висловити свою солідарність з вами. Боротьба за гідність, незалежність та мир є найбільшою чеснотою. Жоден з нас не може спокійно спостерігати за тим, що зараз відбувається в Україні. Для кожного з нас останні місяці були часом молитви — молитви за вільну та незалежну Україну. Ми пишаємось вашою витримкою та хочемо ще раз підкреслити — ми з вами! |
У лютому 2023 Барбара Брильська відкрито підтримала Лію Ахеджакову, яку почали «цькувати» в Росії за її слова проти повномасштабної війни. Зірка фільму російської радянської кінокласики «Іронія долі» назвала росіян «проклятим народом» і порадила Ахеджаковій їхати з Росії.

| Лія, так тримати! Батьківщина, така батьківщина, її негідна. Звичайно, їй потрібно їхати. Вони не дадуть їй життя, ці комуністи, прокляті Богом люди. Їй потрібно їхати і боротися, як ми.[5] |

## Фільмографія
1. 2014 — Таємниця чотирьох принцес — Урсула Марія Барбара Маргарита Брауншвейська, фея
2. 2009 — Кохання на подіумі — Марта
3. 2008 — Адмірал — Роза Карлівна, няня маленького Колчака
4. 2008 — Няня — Агата
5. 2007 — Іронія долі. Продовження — Надя Шевельова-ст.
6. 2006 — Дивне Різдво — Ольга Миколаївна Самойлова
7. 2006 — Світлі блакитні — Ніна
8. 2003 — Казус Беллі — Єва
9. 2002 —2006 — Саме життя — Селіна Змуда
10. 2001 — Симфонія мовчання — Ева
11. 2001 — Даун Хаус — генеральша Єпанчина
12. 2000 —2002 — І в горі, і в радості — Барбара Бурська
13. 1998 — Екстрадиція — епізод
14. 1996 — Вірус — директор дитячого будинку
15. 1994 — Надихни мене вірою (документальний) — камео
16. 1994 — Польська смерть — психіатриня
17. 1993 —1994 — Банк не від цього світу — епізод
18. 1993 — Бася — камео
19. 1993 — Лише страх — редакторка на телебаченні
20. 1993 — Краще бути красивою та багатою — господиня вечора
21. 1993 — Знімаю кімнату… — мати Олька
22. 1991 — Ау! Пограбування поїзда — Ядвіга
23. 1989 — Гданськ 39 — Бурчардтова
24. 1988 — Балада про Янушку — Барбара
25. 1988 — Час повного місяця — Барбара, черниця
26. 1987 — Річка брехні — акторка в салоні
27. 1987 — Спеціальна місія — Гражина
28. 1987 — Між губами і краєм чашки — пані Мельжиньська
29. 1986 — Епізод в Західному Берліні — Моніка Вебер
30. 1986 — Республіка надії — пані Водничакова, мати Едварда
31. 1986 — Курс ліворуч — мати Сильвії
32. 1985 — Скальпель, будь ласка — Волейникова
33. 1984 — У тіні ненависті — сусідка Зофії
34. 1984 — 1944 — епізод
35. 1982 — 3 + Одна
36. 1982 — Рахер, Реттер і Рап'єр — Сибіла
37. 1980 — Млин Левіна (Levins Muhle) як Марі (голос)
38. 1980 — Кар'єра Нікодема Дизми — Евіта
39. 1980 — Архів смерті — Ханка
40. 1979 — До останньої крові (серіал) — Ева Козельська
41. 1979 — До останньої крові… — Ева Козельська
42. 1979 — Шалений — Голевичова
43. 1978 — Сто коней на сто берегів — Христина
44. 1978 — Роман Терези Хеннерт — Тереза Геннерт
45. 1978 — Життя, повне ризику — Марта Фенінг-Меран
46. 1977 — Тихий американець у Празі — Мілена
47. 1977 — Вмирати тільки у крайньому випадку — Лінда Грей
48. 1976 — Доповідай, 07 — Ева
49. 1976 — Концерт для тих, хто залишається — Аліса
50. 1975 — Директори — Єлизавета
51. 1975 — Іронія долі! — Надя Шевельова
52. 1975 — Година за годиною — Бася
53. 1974 — Віза до Окантросу — Ягода
54. 1973 — Розлучення, що не відбулося — Ганка
55. 1973 — Міста і роки — Марі Урбах
56. 1972 — Анатомія кохання — Єва
57. 1971 — Пігмаліон XII — Еріка Бонгерт
58. 1971 — Вікторина, чи Пан із Бове? — Вікторина
59. 1970 — Польський альбом
60. 1970 — У гонитві за Адамом — Ванда
61. 1969 — 1971 — Визволення — Гелена
62. 1969 — Пан Володийовський — Кшися
63. 1969 — Пригоди пана Міхала — Кшися
64. 1969 — Люди з підвалу — епізод
65. 1969 — Злочинець, який украв злочин — Ева Сальм
66. 1969 — Білі вовки — Кетрін
67. 1968 — Слід Сокола — Кетрін
68. 1968 — Таємниця дерев'яних ідолів — Ганна Штерн
69. 1967 — Ставка більша за життя — Інга
70. 1967 — Етюд — епізод
71. 1966 — Бумеранг — Єва
72. 1966 — Небо — епізод
73. 1966 — Виграти, програти — епізод
74. 1965 — Фараон — жриця Кама
75. 1965 — Потім настане тиша — Єва Крачинська
76. 1964 — Пізно після полудня Późne popołudnie — Єжикувна, плавчиня
77. 1963 — Їхні будні (Історія однієї сварки) — сестра Гражини
78. 1963 — Йокмок — дівчина на «Йокмоці»
79. 1963 — Катастрофа — епізод
80. 1958 — Калоші щастя — епізод

## Нагороди
- 1971 — Нагорода (титул «Зірки кіносезону» на III LLF w Łagowie)
- 1973 — Нагорода (титул «Зірки кіносезону» на V LLF w Łagowie)
- 1975 — Відзнака (Золотий Хрест За Заслуги з приводу 30-річчя кінематографії в Польщі)
- Державна премія СРСР 1977 — за фільм «Іронія долі».
- 1977 — Нагорода («Золоті Квіти» для найпопулярнішої акторки соціалістичних країн)
- 1979 — Нагорода (Диплом Міністра Закордонних Справ за заслуги в пропагуванні польської культури за кордоном)
- 1985 — Відзнака (Хрест Кавалерський відродження Польщі)
- 2013 — Спеціальна відзнака Героїня польського кіно 2013[6]